# USS McKee (DD-87)
USS McKee (DD–87) là một tàu khu trục thuộc lớp Wickes của Hải quân Hoa Kỳ trong giai đoạn Chiến tranh Thế giới thứ nhất. Nó là chiếc tàu chiến thứ hai của Hải quân Hoa Kỳ được đặt tên theo vị sĩ quan Hải quân Hugh W. McKee.

## Thiết kế và chế tạo
McKee được đặt lườn vào ngày 29 tháng 10 năm 1917 tại xưởng tàu của hãng Union Iron Works ở San Francisco, California. Nó được hạ thủy vào ngày 23 tháng 3 năm 1918, được đỡ đầu bởi Bà J. Tynan, và được đưa ra hoạt động vào ngày 7 tháng 9 năm 1918 dưới quyền chỉ huy của Hạm trưởng, Thiếu tá Hải quân W. H. Lee.

## Lịch sử hoạt động
Sau khi chạy thử máy dọc theo bờ Tây Hoa Kỳ, McKee khởi hành từ đảo Mare vào ngày 13 tháng 9 năm 1918, đi qua kênh đào Panama vào ngày 27 tháng 9, và trình diện để hoạt động cùng Chi hạm đội Khu trục 5 tại New York vào ngày 2 tháng 10. Vào giai đoạn kết thúc này của Chiến tranh Thế giới thứ nhất, nhiệm vụ của nó chỉ bao gồm các chặng đường ngắn dọc bờ biển. McKee lên đường từ Hampton Roads vào ngày 28 tháng 10, hộ tống một đoàn tàu vận tải đi đến Azores, đến nơi vào ngày 5 tháng 11; tại đây nó lại được phân công hộ tống một đoàn tàu quay trở về, về đến cảng New York ngày 2 tháng 12. Đến đầu năm 1919, McKee khởi hành đi vịnh Guantanamo, Cuba để tập trận hạm đội từ ngày 26 tháng 1 đến ngày 4 tháng 4. Sau đó nó còn thực hiện một số chuyến đi từ Key West, Florida đến Halifax, Nova Scotia, trước khi đi đến Portsmouth, New Hampshire vào ngày 13 tháng 12, nơi nó được đặt trong tình trạng biên chế tinh giản.
Từ tháng 7 năm 1921, McKee đặt căn cứ trước tiên tại Newport, Rhode Island, rồi tại Charleston, South Carolina, và sau khi kết thúc Hội nghị Hải quân Washington nó chuyển đến Philadelphia vào tháng 4 năm 1922. Được cho ngừng hoạt động vào ngày 16 tháng 6 năm 1922, tên của nó được rút khỏi danh sách Đăng bạ Hải quân vào ngày 7 tháng 1 năm 1936, và nó bị bán cho hãng Boston Iron & Metal Company, Inc. ở Baltimore, Maryland để tháo dỡ.